# Асхва
Асхва́ (чув. Аслӑ Асхва Пикшик, Аслӑхва Пикшик, Аслӑхӑва) — деревня в Канашском районе Чувашской Республики. Входит в состав Асхвинского сельского поселения.

## География
Деревня находится в центральной части Чувашии, в пределах Чувашского плато, в зоне хвойно-широколиственных лесов, при автодороге А151, на расстоянии примерно 1 километра (по прямой) к западу от города Канаша, административного центра района. Абсолютная высота — 132 метра над уровнем моря.

### Климат

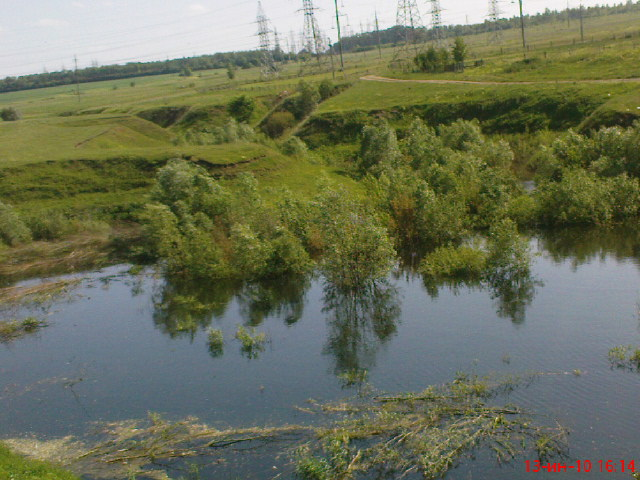
Плотина на Жарковском озере в 2010 году

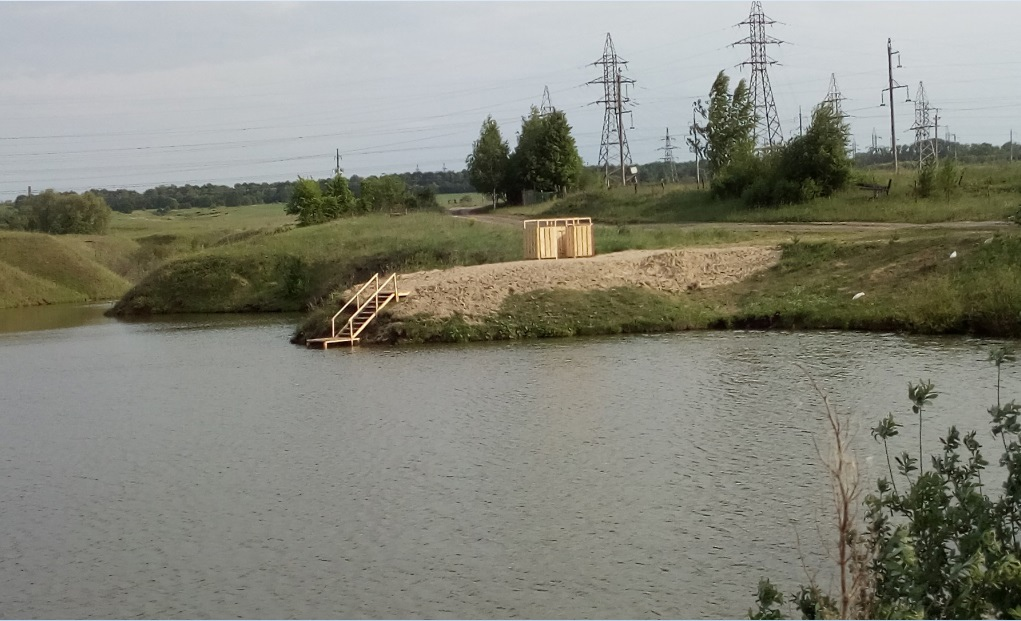
Зона отдыха

Климат характеризуется как умеренно континентальный, с продолжительной снежной зимой и тёплым летом. Среднегодовая температура воздуха — 3 °С. Средняя температура воздуха самого тёплого месяца (июля) — 18,7 °C (абсолютный максимум — 37 °C); самого холодного (января) — −13 °C (абсолютный минимум — −42 °C). Безморозный период длится около 143 дней. Среднегодовое количество осадков составляет около 490 мм, из которых 340 мм выпадает в тёплый период.

### Часовой пояс
Деревня Асхва, как и вся Чувашия, находится в часовой зоне МСК (московское время). Смещение применяемого времени относительно UTC составляет +3:00.

## Население
| 2010 | 2012  |
| ---- | ----- |
| 1046 | ↘1043 |

### Половой состав
По данным Всероссийской переписи населения 2010 года в гендерной структуре населения мужчины составляли 48,3 %, женщины — соответственно 51,7 %.

### Национальный состав
Согласно результатам переписи 2002 года, в национальной структуре населения чуваши составляли 96 % из 1138 чел.